# 有馬頼次
有馬 頼次（ありま よりつぐ）は、江戸時代前期の武士。丹波福知山藩主および筑後久留米藩主・有馬豊氏の三男。分家して駿河駿府藩主の徳川忠長に仕え、1万石を給された。

## 生涯
元和3年（1617年）、7歳で将軍徳川秀忠に初謁。翌、元和4年（1618年）に徳川忠長に付けられた。その後忠長のもとで1万石を給され、寛永5年（1628年）には従五位下加賀守に叙された。しかし、寛永9年（1632年）に忠長が改易されると、頼次も勘気を蒙り、父の豊氏に預けられた。
寛永13年（1636年）12月10日に赦免され、寛永17年（1640年）10月15日には将軍徳川家光に拝謁している。慶安2年（1649年）3月9日、39歳で死去。麻布の祥雲寺（のち渋谷に移転）に葬られた。

## 系譜
有馬豊氏の3男とされるが、信堅を入れず次男とされることもある。
- 父：有馬豊氏
- 母：蓮姫
  - 同母兄弟：有馬忠頼
  - 同母兄弟：有馬信堅
- 養子：有馬吉政

建部光重の長男で、生母は有馬豊氏の養女（有馬則氏の娘）。外祖父有馬豊氏の許にあり、成長後に有馬頼次の養子となる。吉政は紀州徳川家の徳川頼宣に仕え、以後代々紀州徳川家に仕えた。吉政の後は養子・義景（紀州藩家老・正木為永の子）が継いでいる。義景の子、有馬氏倫は将軍となった徳川吉宗に側衆として仕え、享保12年（1727年）には伊勢西条藩1万石の譜代大名に昇格した。